# Жикле

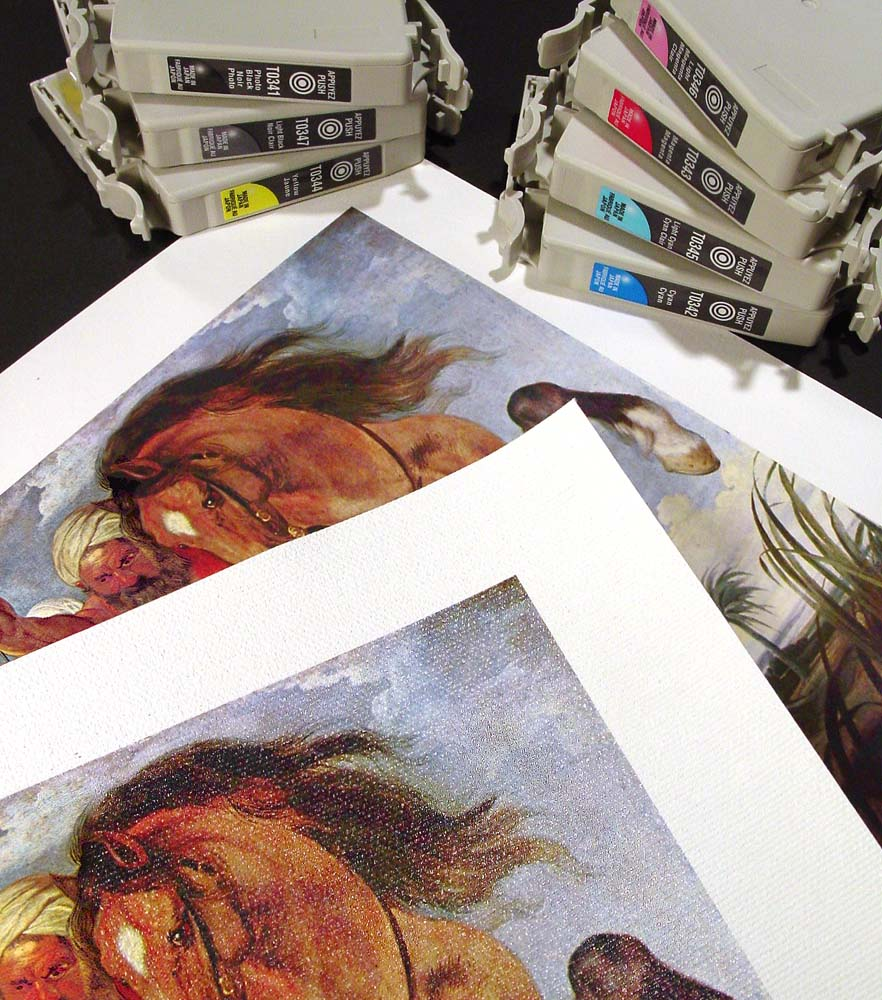
Картина Пітера Рубенса «Лови бегемота» надрукована на папері й полотні принтером Epson.

Жикле́ (фр. giclee — «розпорошення», «розбризкування») копії — ексклюзивні цифрові художні репродукції шедеврів живопису на полотні, за якістю виконання і передачі кольору не поступаються оригіналу. Особливий цифровий струменевий принтер забезпечує відтворення понад 16 мільйонів кольорів, що дозволяє опрацювати найдрібніші нюанси кольору і світлотіні, передати характер і фактуру мазка. Створюється ілюзія мазків майстра. Для друку жикле розроблені і випускаються спеціальні полотна на натуральній бавовняній і лляній основі, високохудожні сорти акварельного паперу, спеціальні барвисті склади, яким притаманна висока достовірність передачі кольору і довговічність.

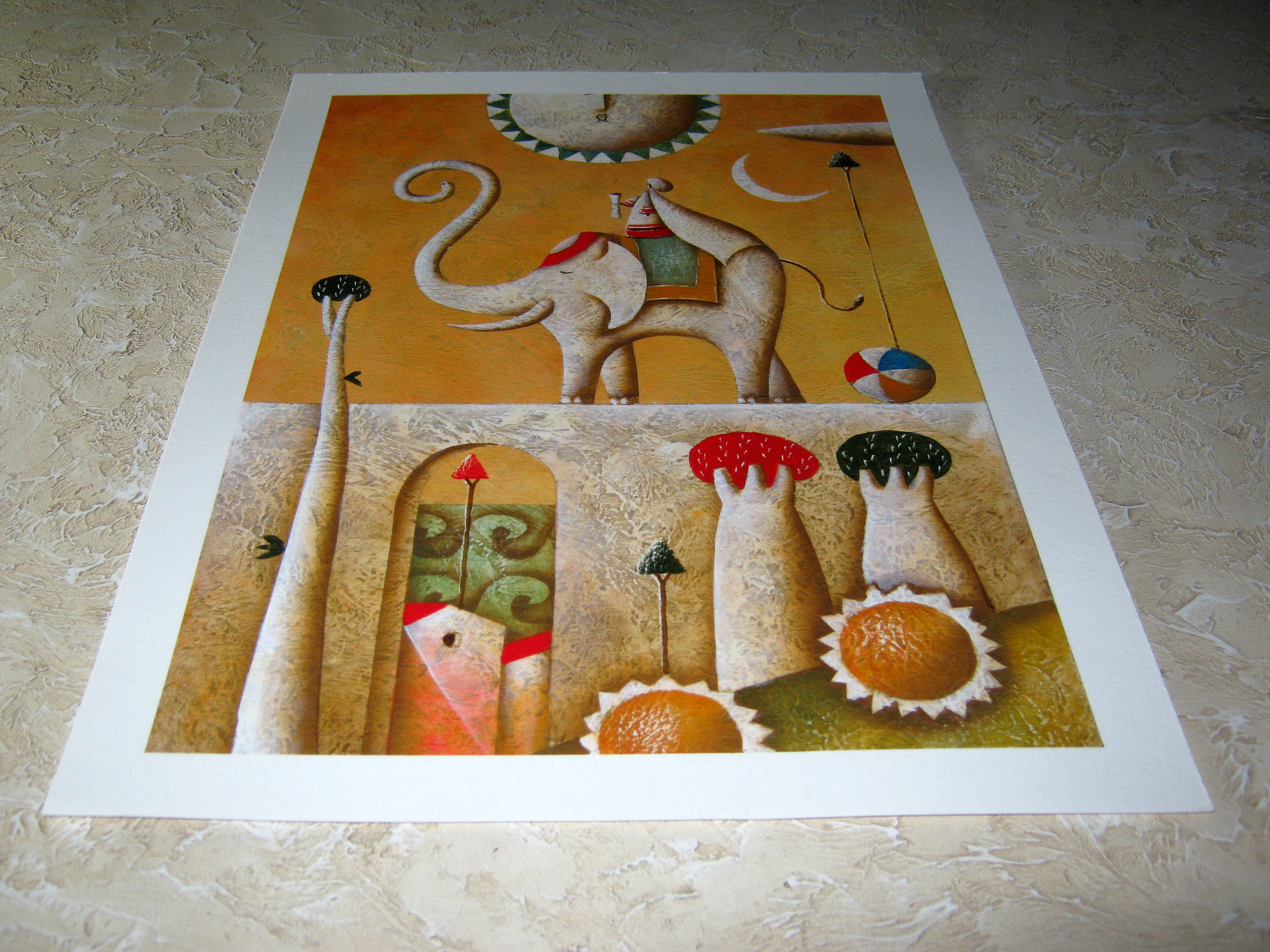
Жикле.

Жикле є тиражним авторським твором. Жикле картин у всьому світі відомі під назвою лімітовані відбитки.